# 興安省 (越南)
興安省（越南语：／）是越南紅河三角洲的一个省，省莅庯憲坊。

## 地理
兴安省北接北宁省，东接海防市，西和西北接河内市，南接寧平省。

## 历史

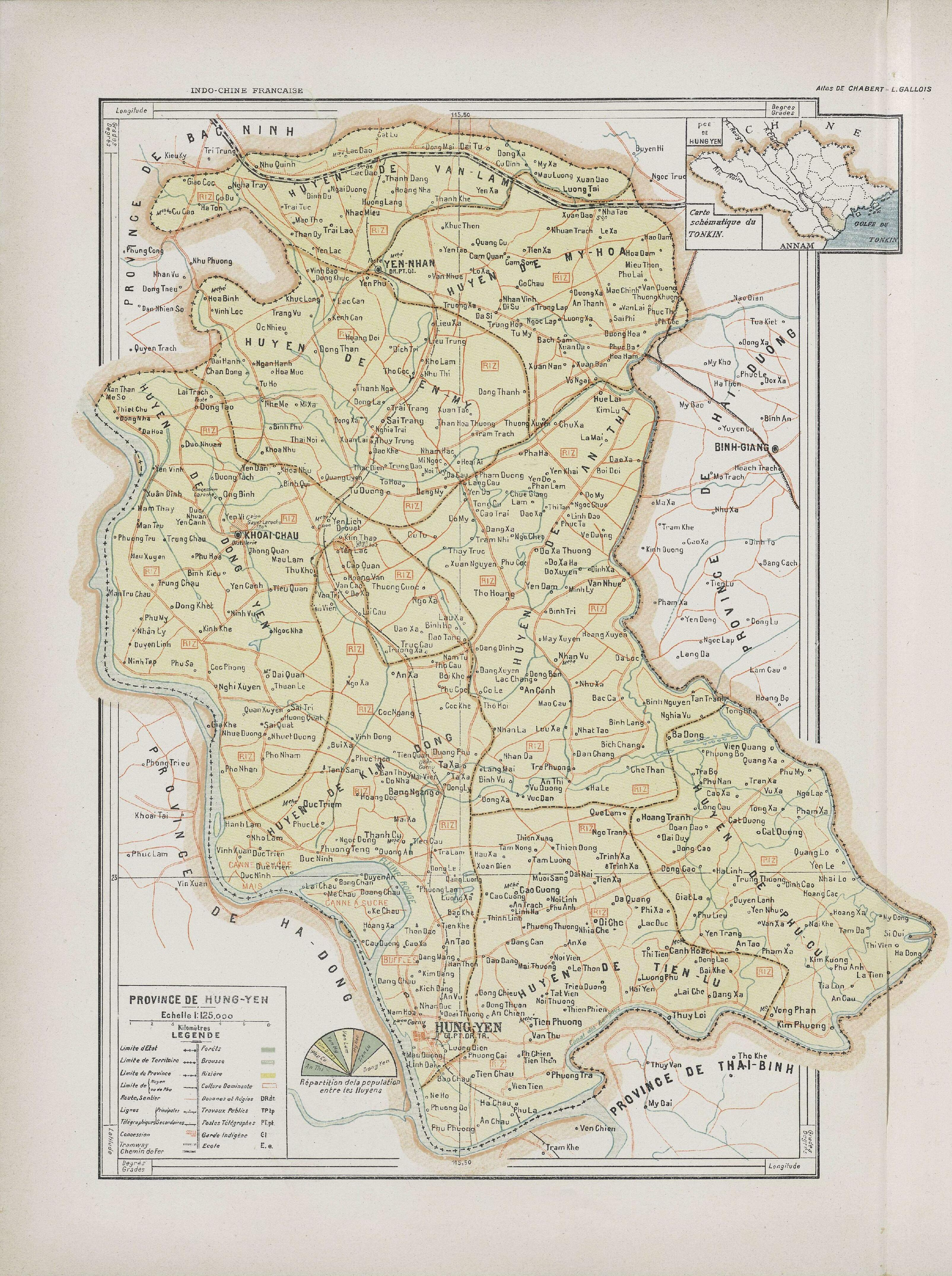
法属印度支那时期的興安省地图

1947年2月，北宁省文江县划归兴安省管辖，文林县划归北宁省管辖。不久，文林县再划回兴安省管辖。
1948年1月25日，越南政府将各战区合并为联区，战区抗战委员会改组为联区抗战兼行政委员会。第二战区、第三战区和第十一战区合并为第三联区，设立第三联区抗战兼行政委员会，兴安省划归第三联区管辖。
1949年2月，北宁省嘉林县划归兴安省管辖。11月，嘉林县再划回北宁省管辖。
1952年5月，兴安省划归左岸区管辖。
1958年11月24日，胡志明签署敕令，自12月1日起撤销左岸区。兴安省划归中央政府直接管辖。
1968年1月26日，兴安省与海阳省合并为海兴省。
1977年3月11日，芙蕖县和仙侣县合并为芙仙县，文江县和安美县合并为文安县，文林县和美豪县合并为文美县。
1979年2月24日，金洞县和恩施县合并为金施县，撤销文安县，文美县和文安县部分区域（原安美县区域）合并为美文县，快州县和文安县其余部分（原文江县区域）合并为州江县。
1996年1月27日，金施县分设为金洞县和恩施县。
1996年11月6日，海兴省分设为兴安省和海阳省；兴安省下辖兴安市社和恩施县、州江县、金洞县、美文县、芙仙县5县，省莅兴安市社。
1997年2月24日，芙仙县分设为芙蕖县和仙侣县。
1999年7月24日，州江县分设为快州县和文江县，美文县分设为美豪县、文林县和安美县。
2007年7月17日，兴安市社被评定为三级城市。
2009年1月19日，兴安市社改制为兴安市。
2019年3月13日，美豪县改制为美豪市社。
2025年7月1日和原太平省合併。

## 行政區劃
興安省下轄興安市1市、美豪市社1市社、恩施縣、快州縣、金洞縣、芙蕖縣、仙侶縣、文江縣、文林縣、安美縣8县，省莅兴安市。2025年，兴安省合并太平省並废除县级行政区划後，共下辖11坊、93社，省人民委员会驻地位于庯憲坊。

## 外部連結
- 兴安省电子信息门户网站 （页面存档备份，存于）（越南文）